# Empire (serie televisiva 2015)
Empire è stata una serie televisiva statunitense creata da Lee Daniels e Danny Strong per la Fox. Trasmessa dal 7 gennaio 2015 al 21 aprile 2020, segue le vicende di un'eccentrica famiglia nel mondo dell'hip-hop, i Lyon, e la loro etichetta discografica, l'Empire.

## Trama
Lucious Lyon è un ex delinquente di strada che negli anni, grazie ai ricavi dei suoi album hip-hop, è riuscito a costruire un impero, guidando con successo la Empire Entertainment, un colosso discografico. Il suo monopolio è rimasto incontrastato per anni, ma tutto questo potrebbe cambiare, poiché gli viene diagnosticata la SLA che lo renderà invalido nel giro di tre anni. Per non vedere crollare tutto ciò che ha costruito, Lucious decide di affidare la guida della Empire a uno dei tre figli: Hakeem è il prediletto e il più giovane; è un rapper di gran talento, ma anche un playboy viziato e immaturo che pensa solo alla fama. Jamal è il figlio di mezzo, un prodigioso musicista dall'animo sensibile, che a differenza di Hakeem rifugge dai riflettori. Jamal è gay e questo crea diversi imbarazzi in suo padre, che non ha mai accettato il suo orientamento sessuale. Andre è il figlio maggiore, un brillante uomo d'affari e direttore finanziario della Empire Entertainment, ma che secondo Lucious non ha il carisma adatto per gestire la società.
I piani di Lucious si complicano quando l'ex moglie, e madre dei suoi figli, Cookie, esce dal carcere grazie ad uno sconto di pena per buona condotta. Cookie era stata incarcerata per spaccio e non appena liberata si dirige alla Empire per rivendicare la sua parte di società, sorta anche grazie a una sostanziosa cifra prelevata dai suoi guadagni derivati dal traffico di droga.

## Episodi
| Stagione         | Episodi | Prima TV USA | Prima TV Italia |
| ---------------- | ------- | ------------ | --------------- |
| Prima stagione   | 12      | 2015         | 2015            |
| Seconda stagione | 18      | 2015-2016    | 2015-2016       |
| Terza stagione   | 18      | 2016-2017    | 2016-2017       |
| Quarta stagione  | 18      | 2017-2018    | 2017-2018       |
| Quinta stagione  | 18      | 2018-2019    | 2018-2019       |
| Sesta stagione   | 18      | 2019-2020    | 2019-2020       |

### Crossover
Il primo episodio della quarta stagione, Noble Memory, costituisce un crossover con Star.

## Personaggi e interpreti

### Principali
- Lucious Lyon alias Dwight Walker (stagioni 1-6), interpretato da Terrence Howard, doppiato da Andrea Lavagnino.
È l'amministratore delegato della Empire Entertainment, una nota casa discografica fondata da lui stesso grazie ai soldi procurati dall'ex-moglie Cookie. In un'intervista Lee Daniels ha affermato che per la figura di Lucious si è ispirato al proprio padre, ma anche a Michael Corleone e a importanti musicisti afroamericani come Jay-Z e Quincy Jones.[1] Il personaggio è piaciuto subito ad Howard, il quale ha affermato di essergli particolarmente amminatore per via delle variegate sfaccettature che lo accompagnano. Il suo ruolo è stato annunciato il 19 febbraio 2014, ed è stato suggerito e fortemente voluto dalla collega Taraji P. Henson, con la quale aveva collaborato per la celebre pellicola Hustle & Flow.[2] Avendo letto le prime sceneggiature per il suo ruolo, Howard era molto scettico anche per via della presenza dell'omosessualità del personaggio di Jamal dichiarando che "il mondo (e in particolare la popolazione di colore) non sarebbe stato pronto a vedere due uomini neri baciarsi[3]" e che "la sua infanzia, così come quella di molti altri suoi amici, è stata caratterizzata dall'omofobia", così ha contatto anche la Fox per affermargli questa cosa. Nonostante ciò, alla fine Terrence ha accettato il ruolo annunciando di esserne rimasto anche molto contento del risultato finale. Nato col nome di Dwight Walker, Lucious è cresciuto presso le strade di Filadelfia e sin da piccolo ha iniziato a vendere droga per procurarsi da vivere, essendo rimasto orfano all'età di 9 anni dopo che il padre è stato ucciso dalla Nation of Islam. Lì ha incontrato quella che è divenuta poi sua moglie, Cookie Lyon, con la quale ha collaborato per fondare e finanziare la società tramite guadagni illeciti provenienti dal mondo dello spaccio. Essendo stata poi questa arrestata, Lucious decide di divoziarne e crebbe i suoi tre figli grazie all'aiuto degli amici Bunkie e Vernon. Dopo essere diventato un rapper e cantante di successo, Lucious usa il suo denaro per costruire la propria casa discografica. Nel frattempo, conosce e fidanza Anika Calhoun, donna giovane e proveniente da un'alta classe sociale. Lucious, nello stesso tempo in cui annuncia che l'Empire sarebbe entrata in borsa, scopre di avere la SLA, e gli viene comunicato di avere ancora tre anni di vita. Al momento dello scarceramento di Cookie, essa lo minaccia di denunciare la creazione della società in modo illecito se non avesse ricevuto il ruolo di co-proprietari a e direttrice della A&R; però le viene permesso solo di poter gestire il figlio Jamal, tanto disprezzato da Lucious per via della sua omosessualità. I Lyon entrano in competizione per decretare quale dei loro due figli fosse il più talentuoso e il più capace di gestire la società. Intanto, Lucious manda Bunkie a spiare Cookie, ma l'uomo non accetta e anzi lo ricatta chiedendogli 3 milioni per pagare i suoi debiti di gioco: dunque Lucious il giorno dopo lo uccide all'improvviso, fingendosi innocente agli occhi della famiglia. Per cercare di ovviare al problema della sua malattia, Lucious si fa prescrivere un falso certificato di salute dal padre di Anika e tramite un altro dottore ottiene dei farmaci dal mercato nero che potrebbero curare la SLA; in realtà i medicinali peggiorano solo la situazione e lo costringono a finire in ospedale. Si trova dunque costretto a rivelare il suo Stato di salute alla famiglia, ricevendo il completo supporto di Cookie, con la quale si ritrova a finire a letto venendo scoperto da Anika che lo lascia e si allea segretamente col suo rivale Billy Berretti. Si viene poi a scoprire che Lola, presunta figlia di Jamal avuta con l'ex-moglie Olivia, è in realtà sua figlia. Preoccupato per la sua sicurezza personale, Lucious decide di assumere una nuova guardia della sicurezza, Malcolm, il quale presto si innamorerà di Cookie. Intanto assieme a quest'ultima elabora l'idea di creare un album di famiglia, idea annullata dopo del coming out pubblico fatto da Jamal. Poiché il suo primogenito Andre tenta di prendere il suo posto, perde completamente la fiducia in lui costringendolo al fallito tentativo di suicidarsi. Dopo la separazione con Anika, Lucious tenta inutilmente di riconquistare Cookie e al contempo si intromette anche tra la relazione tra il giovane figlio Hakeem e la sua matura fidanzata Camilla, costringendola a scappare. La malattia bipolare di Andre degenere e Lucious si vede costretto a farlo sedare, permetto alla moglie di lui Rhonda (che disprezza perché "bianca") di trovare la cura medica più appropriata ricoverandolo in clinica. Essendo tutti venuti a conoscenza delle sue malefatte, la famiglia decide di cospirargli contro creando una scalata ostile in modo da impossessarsi del suo potere. In aggiunta, l'FBI scopre grazie a Vernon di aver ucciso Bunkie e lo arresta.
- Cookie Lyon (stagioni 1-6), interpretata da Taraji P. Henson, doppiata da Laura Lenghi.
Ex moglie di Lucious e madre dei suoi tre figli. Appena uscita di prigione pretende la sua parte di società: è stata lei infatti a procurarsi illegalmente i soldi con i quali Lucious ha fondato la Empire Entertainment. Nella seconda stagione fonda insieme ad Hakeem una propria azienda, la Lyon Dinasty.
- Andre Lyon (stagioni 1-6), interpretato da Trai Byers, doppiato da Stefano Crescentini.
È il primo figlio di Lucious, uomo d'affari e direttore finanziario della Empire Entertainment affetto da disturbo bipolare.
- Jamal Lyon (stagioni 1-5[4]), interpretato da Jussie Smollett, doppiato da Davide Perino.
È il secondo figlio di Lucious, talentuoso cantautore gay.
- Hakeem Lyon (stagioni 1-6), interpretato da Bryshere Y. Gray, doppiato da Alessio Puccio.
È il più giovane figlio di Lucious. Talentuoso e viziato artista in ascesa.
- Anika Calhoun (stagioni 1-4), interpretata da Grace Gealey, doppiata da Ilaria Latini.
Capo della A&R e fidanzata di Lucious per parte della prima stagione.
- Rhonda Lyon (stagioni 1-2, ricorrente stagione 3, guest star stagione 4), interpretata da Kaitlin Doubleday, doppiata da Eleonora De Angelis.
Moglie di Andre.
- Vernon Turner (stagione 1), interpretato da Malik Yoba, doppiato da Roberto Draghetti.
Amico di vecchia data e socio d'affari di Lucious.
- Becky Williams (stagioni 2-6, ricorrente 1), interpretata da Gabourey Sidibe, doppiata da Benedetta Degli Innocenti.
Assistente di Lucious.
- Porsha Taylor (stagioni 2-6, ricorrente stagione 1), interpretata da Ta'Rhonda Jones, doppiata da Rossella Acerbo.
Assistente di Cookie.
- Tiana Brown (stagioni 2-6, ricorrente stagione 1), interpretata da Serayah, doppiata da Veronica Puccio.
Artista bisessuale della Empire Entertainment ed ex fidanzata di Hakeem.
- Freda Gatz/Freda Gathers (stagione 3, ricorrente stagione 2), interpretata da Bre-Z. Nuovo progetto di Lucious.
- Leslie "Shyne" Johnson (stagioni 3-4, guest star stagione 2), interpretato da Xzibit, doppiato da Francesco Prando
Spacciatore di droga e produttore musicale rivale di Lucious.
- Tariq Cousins (stagione 3, ricorrente stagione 2), interpretato da Morocco Omari.
Agente dell'FBI e fratellastro di Lucious.
- Tory Ash (stagioni 4-6, ricorrente stagione 3), interpretata da Rumer Willis.
Cantante amica di Jamal.
- Thurston "Thirsty" Rawlings (stagioni 4-6, ricorrente stagioni 2-3), interpretato da Andre Royo.
Avvocato di Lucious.
- Warren Hall (stagioni 4-6, guest star stagione 3), interpretato da Terrell Carter.
Fidanzato di Jamal.

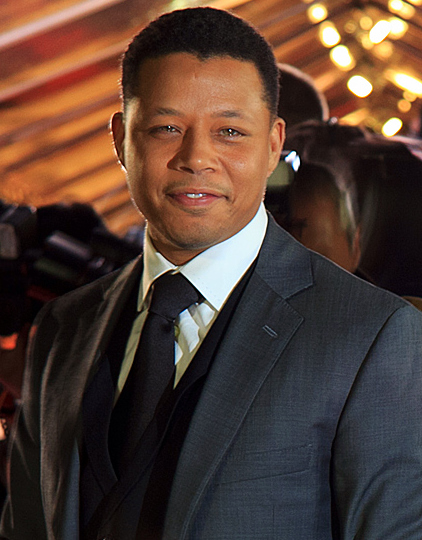
Terrence Howard interpreta Lucious Lyon
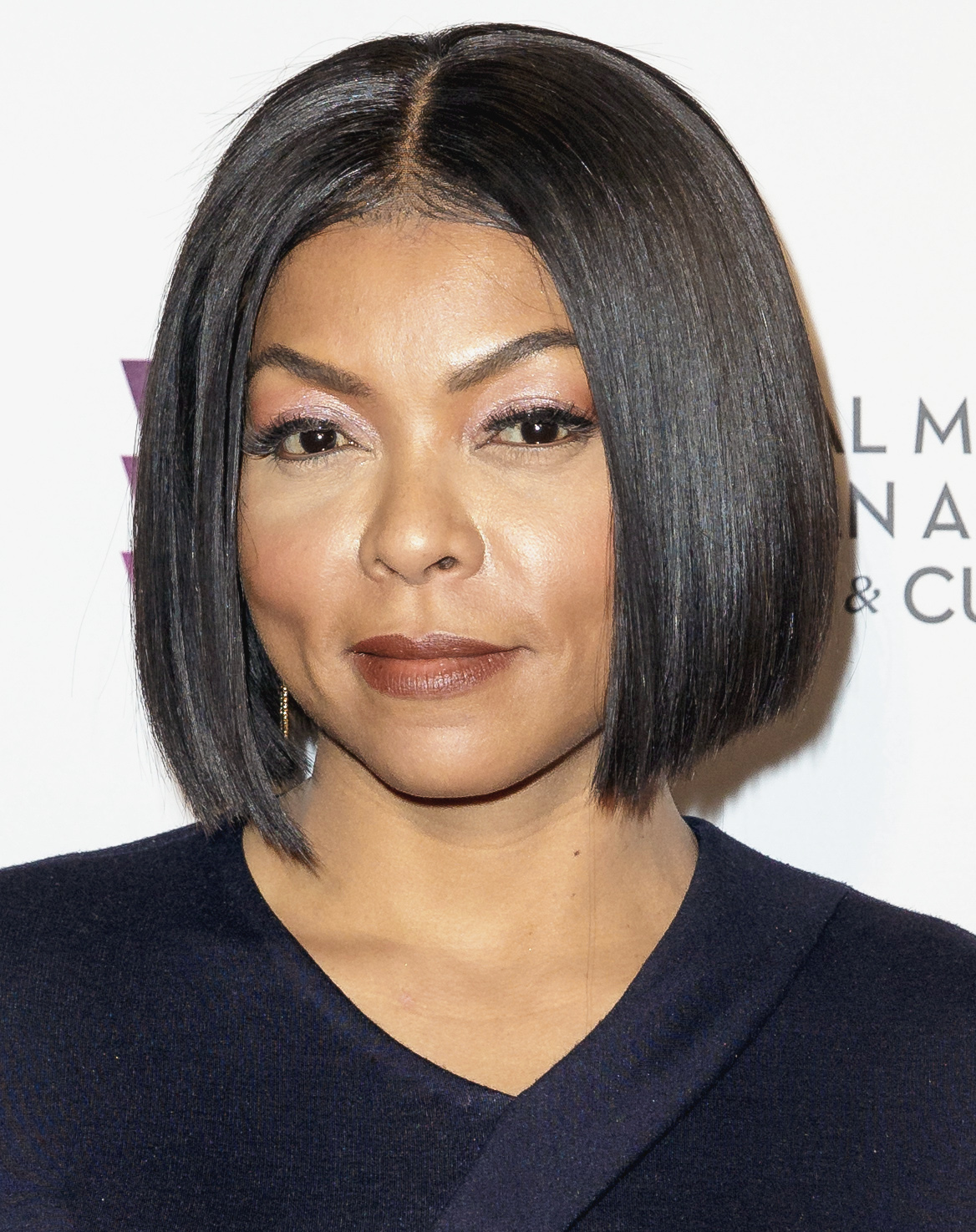
Taraji P. Henson interpreta Cookie Lyon
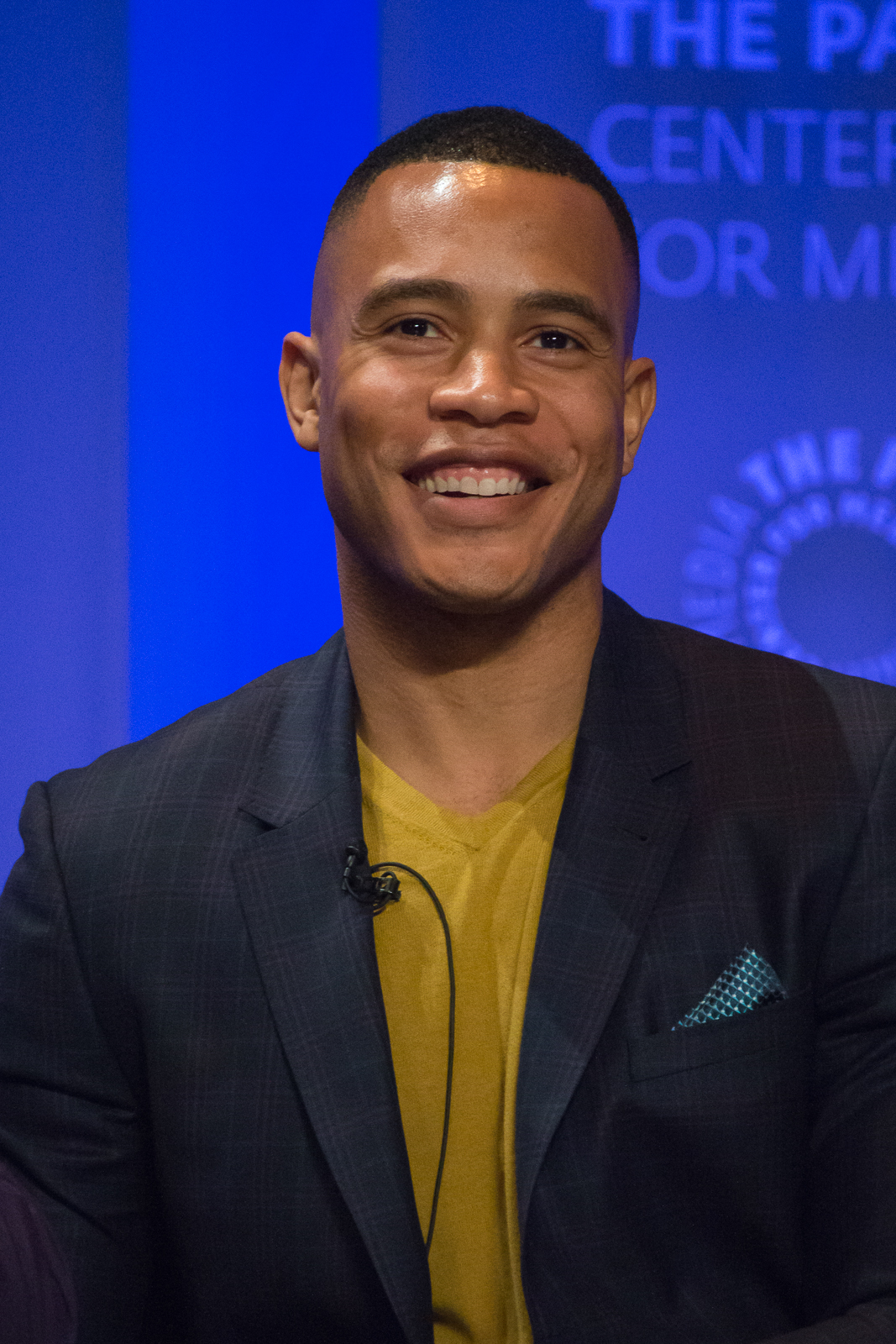
Trai Byers interpreta Andre Lyon
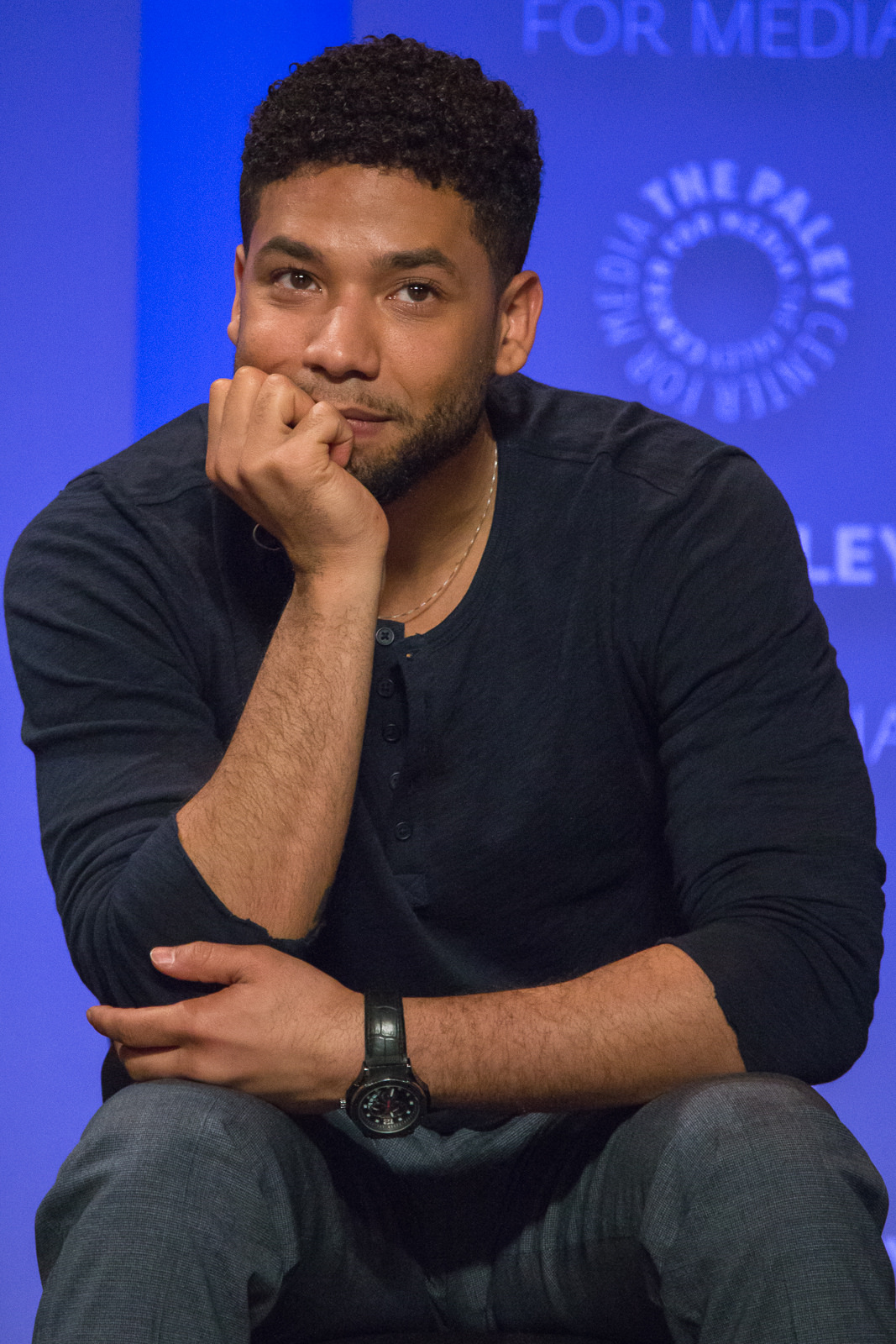
Jussie Smollett interpreta Jamal Lyon
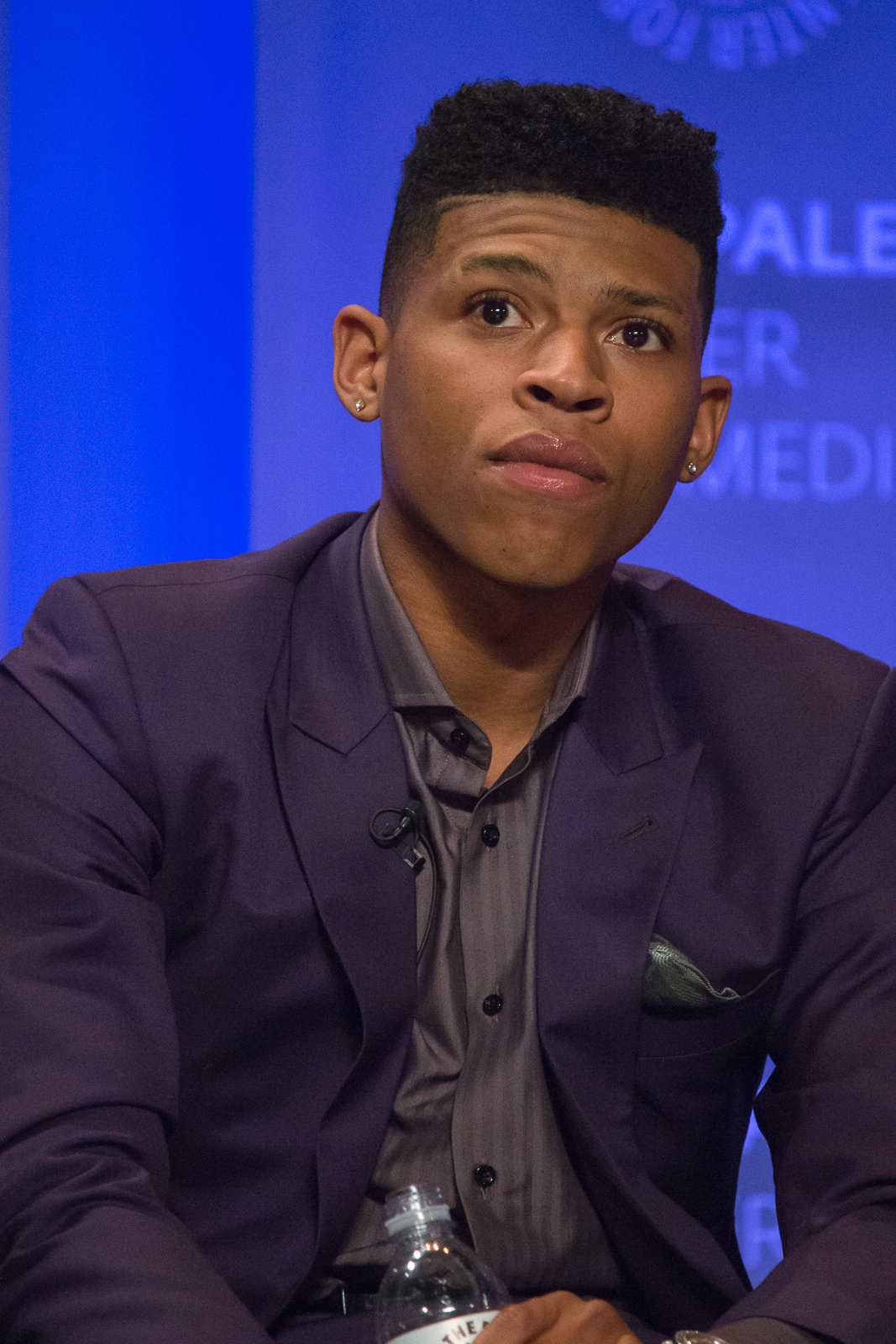
Bryshere Y. Gray interpreta Hakeem Lyon
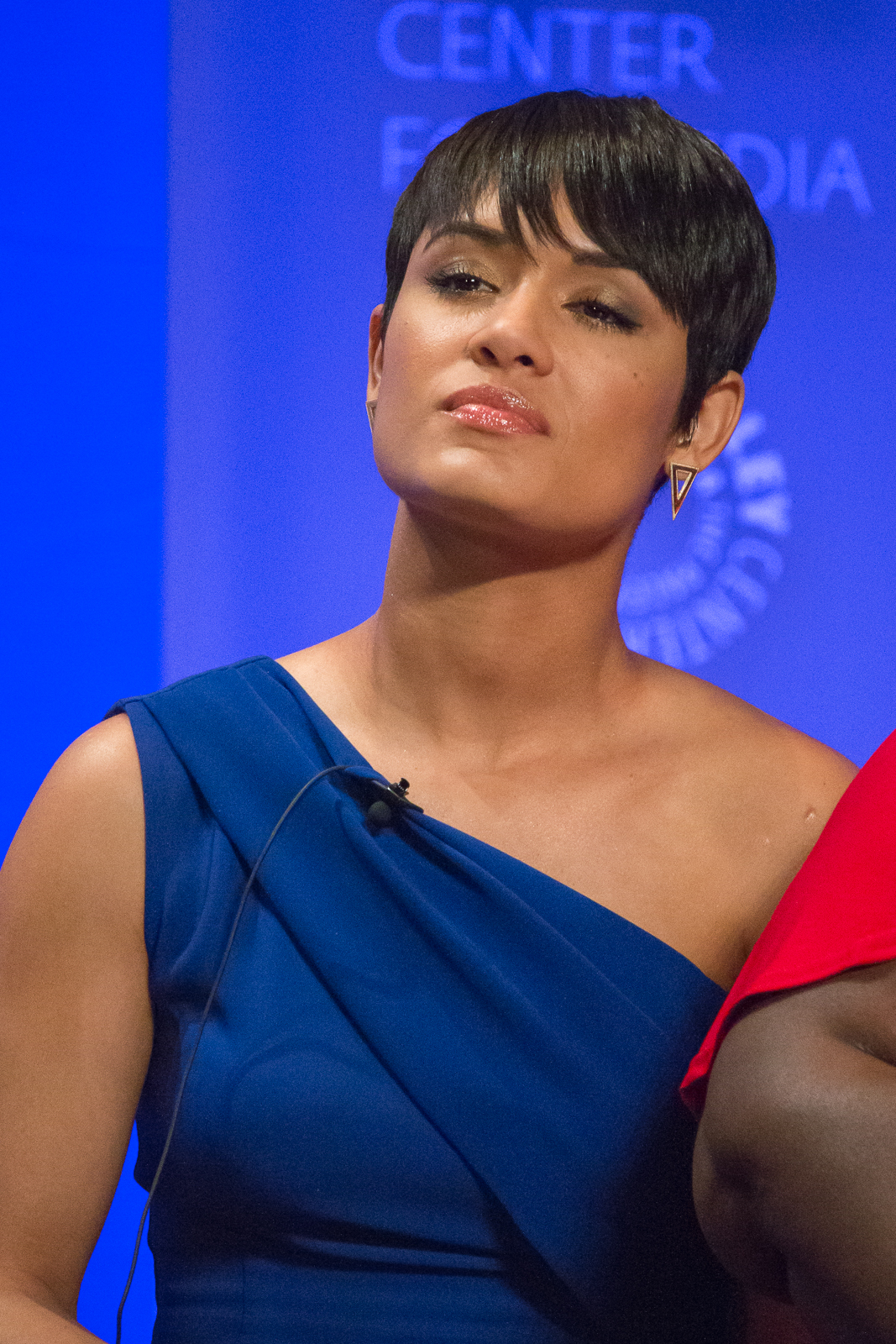
Grace Gealey interpreta Anika Calhoun
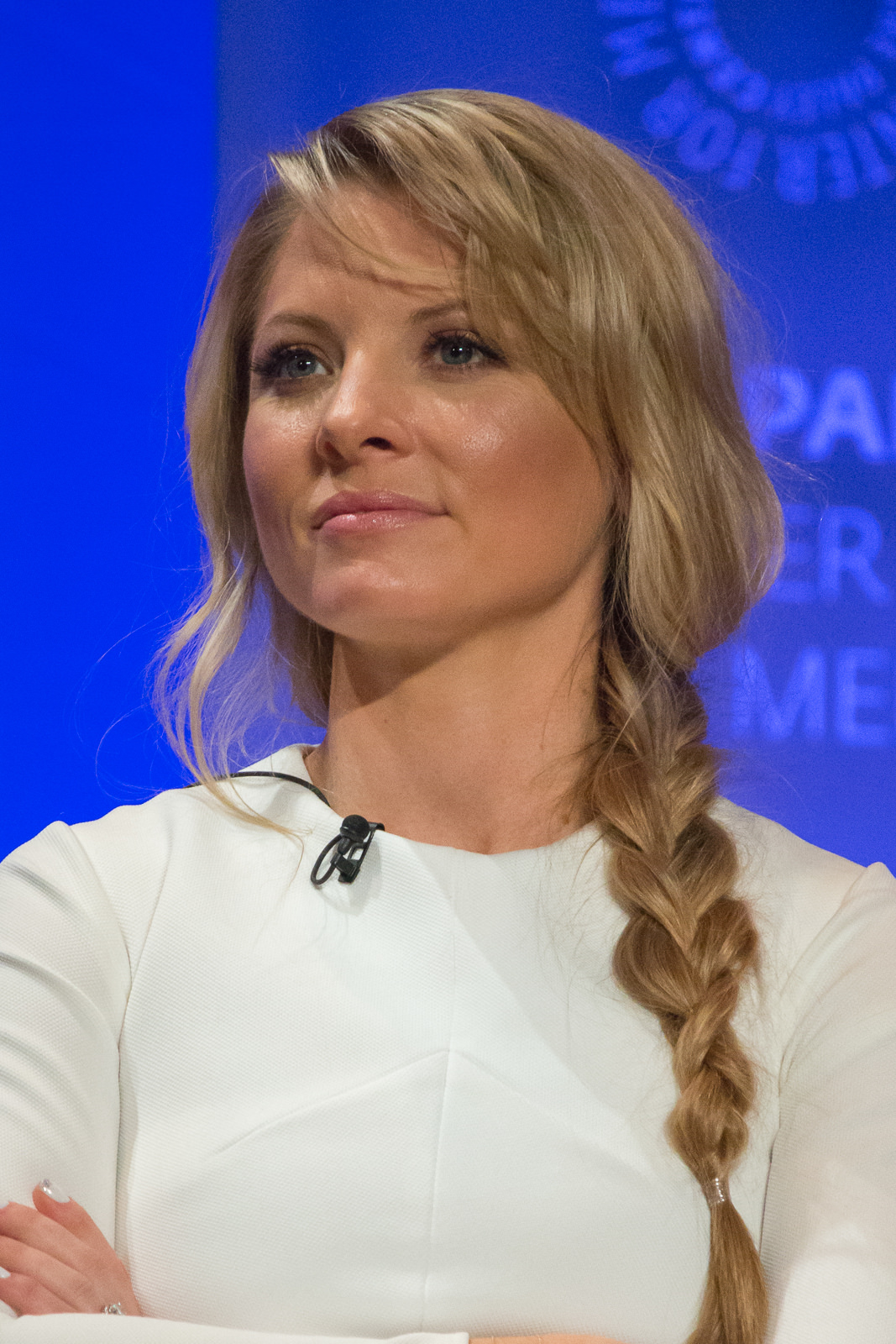
Kaitlin Doubleday interpreta Rhonda Lyon
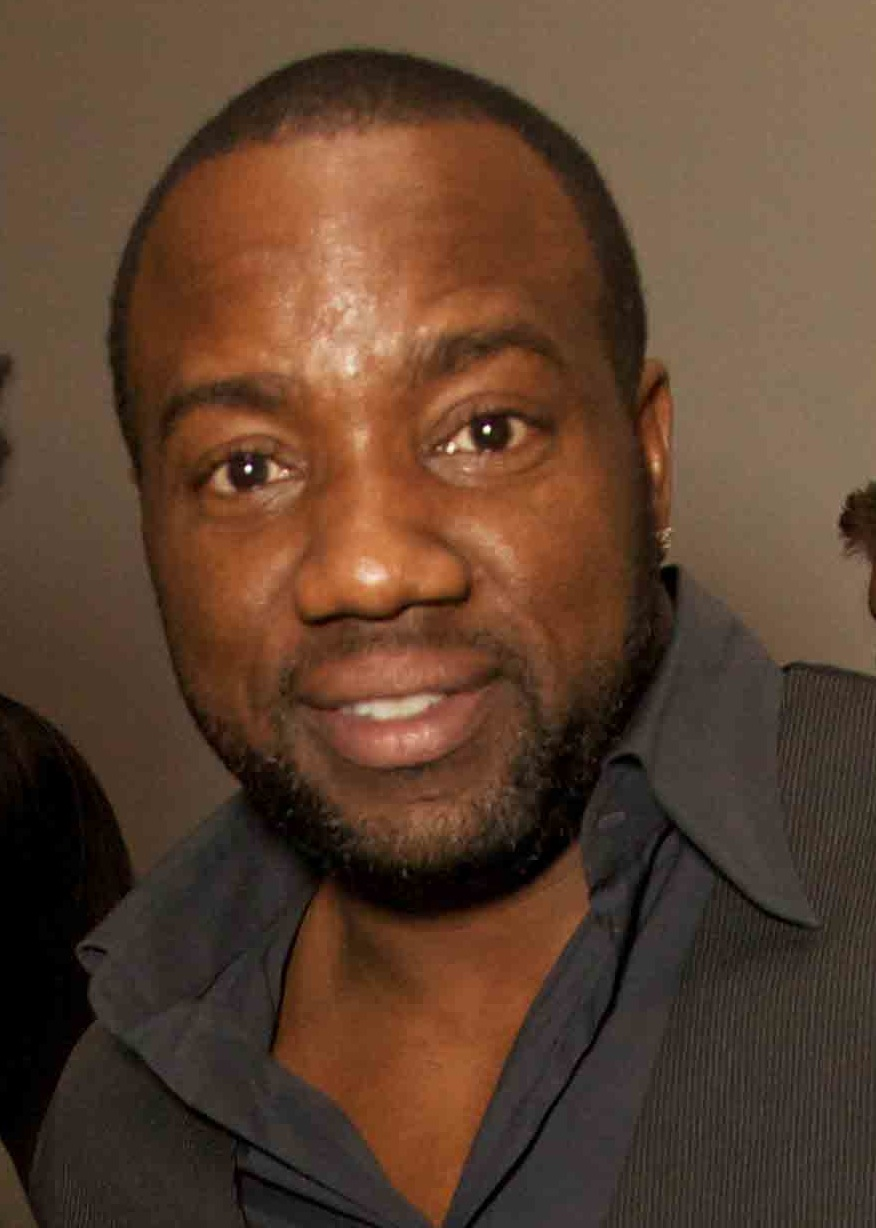
Malik Yoba interpreta Vernon Turner
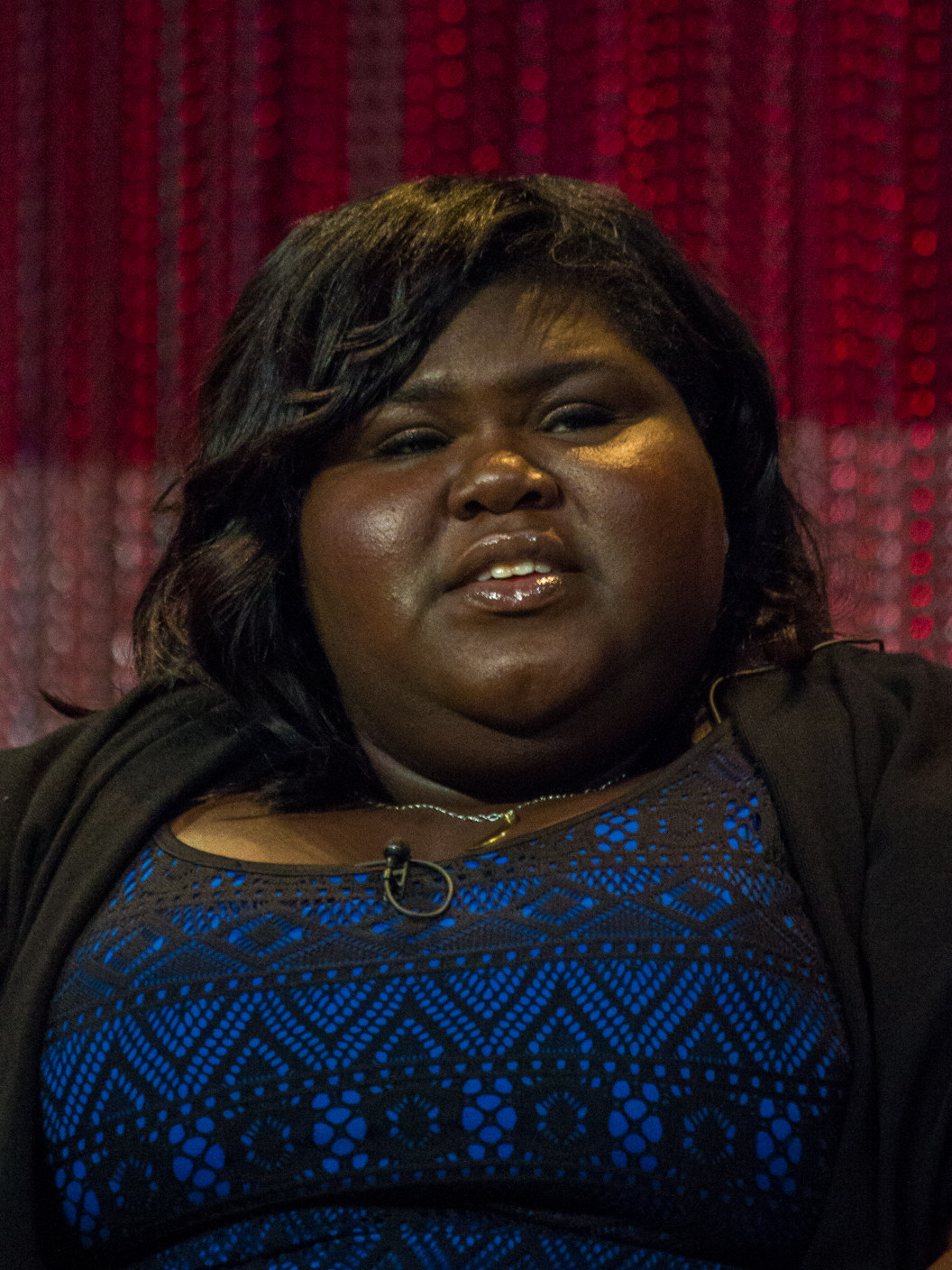
Gabourey Sidibe interpreta Becky Williams
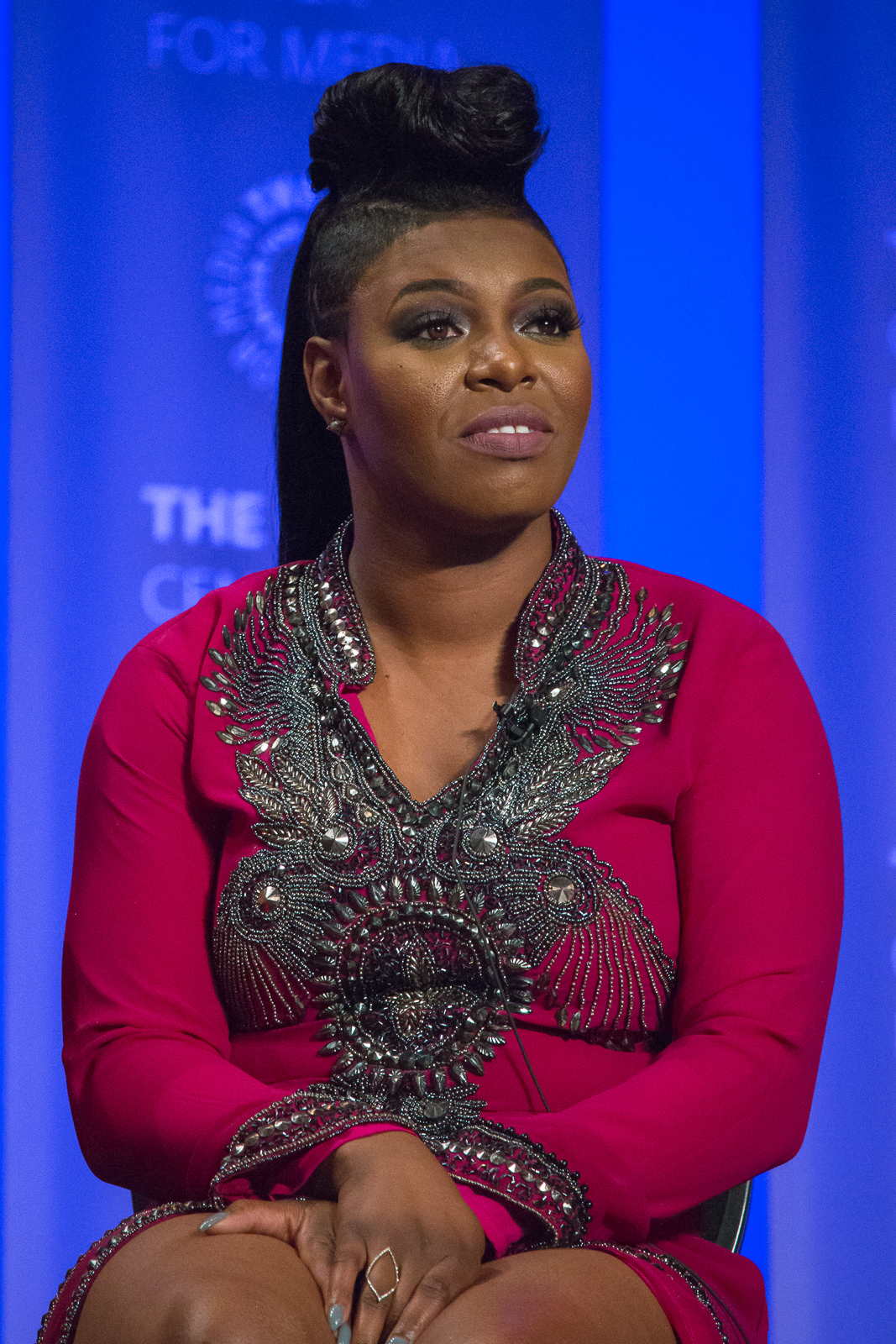
Ta'Rhonda Jones interpreta Porsha Taylor
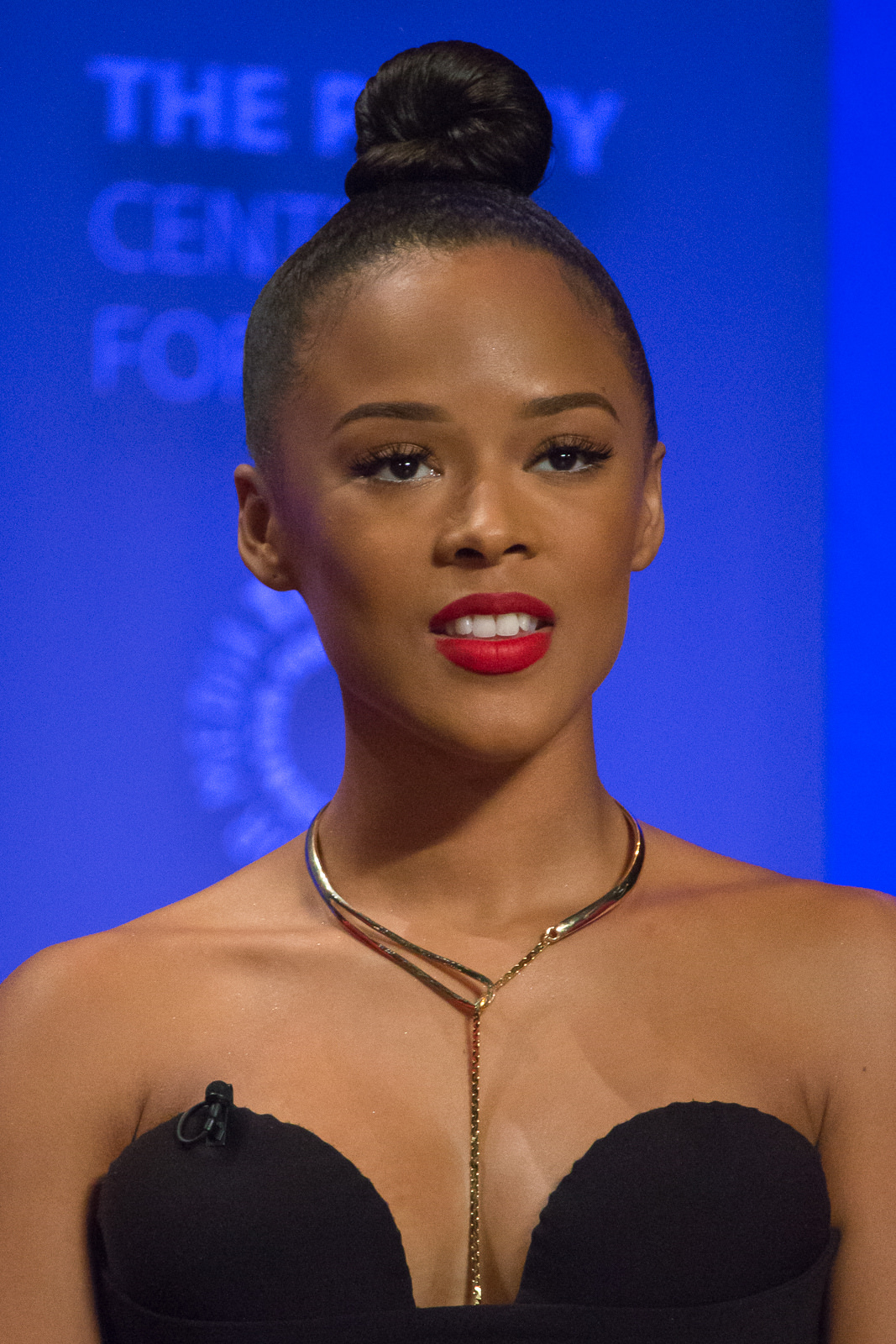
Serayah interpreta Tiana Brown
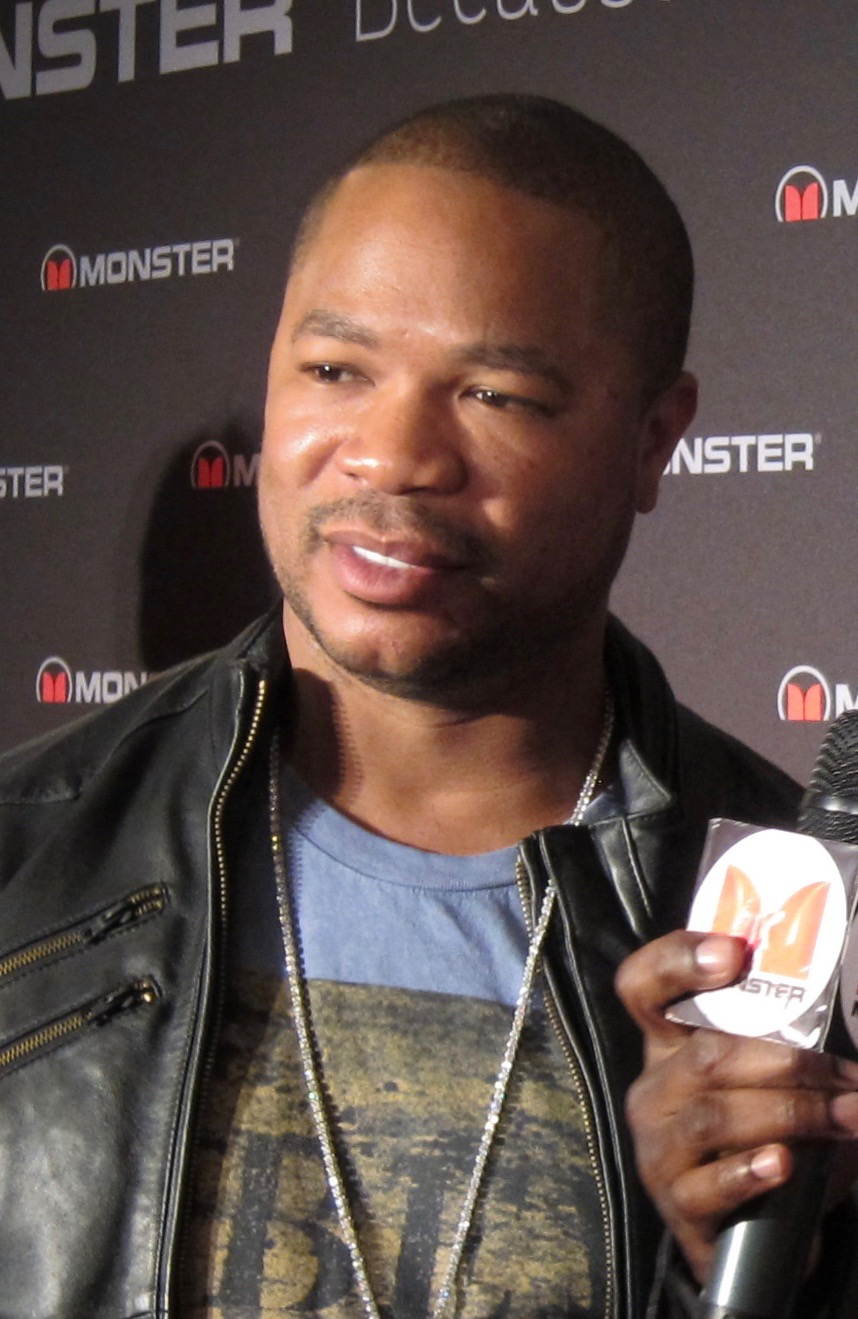
Xzibit interpreta Shyne Johnson

### Ricorrenti
- Camilla Marks (stagioni 1-2), interpretata da Naomi Campbell.
Stilista e amante di Hakeem.
- Elle Dallas (stagioni 1-6), interpretata da Courtney Love.
Rock star sotto contratto con la Empire.
- Carol Holloway (stagioni 1-6), interpretata da Tasha Smith.
Sorella di Cookie.
- Ryan Morgan (stagione 1), interpretato da Eka Darville.
Documentarista e amante di Jamal.
- Michael Sanchez (stagione 1-2), interpretato da Rafael de la Fuente.
Ex fidanzato di Jamal.
- Billy Beretti (stagioni 1-2), interpretato da Judd Nelson.
Proprietario della Creedmoor Entertainment, etichetta che ha curato i primi anni della carriera musicale di Lucious.
- Malcolm DeVeaux (stagione 1), interpretato da Derek Luke.
Capo della sicurezza della Empire Entertainment.
- Michelle White (stagioni 1-6), interpretata da Jennifer Hudson.
Terapista musicale e cantante gospel.
- Mimi Whiteman (stagione 2), interpretata da Marisa Tomei.
Miliardaria lesbica coinvolta negli affari della famiglia Lyon.
- Laz Delgado (stagioni 2-6), interpretato da Adam Rodríguez.
Organizzatore di concerti e amante di Cookie.
- Laura Carrellos (stagione 2), interpretata da Jamila Velazquez.
Cantante delle Mirage à Trois e fidanzata di Hakeem.
- Candace Holloway (stagioni 2-6), interpretata da Vivica A. Fox.
Sorella di Cookie.
- Leah Mary Walker (stagioni 2-6), interpretata da Kelly Rowland(flashback)/Leslie Uggams.
Madre di Lucious.

### Guest star
Cuba Gooding Jr. è apparso in un episodio nel ruolo di Dwayne "Puma" Robinson, vecchio socio di Lucious e Cookie. I cantanti Gladys Knight, Anthony Hamilton, Rita Ora, Juicy J, Patti LaBelle e Snoop Dogg hanno interpretato loro stessi. Le cantanti Estelle e Mary J. Blige hanno partecipato ad un episodio nei ruoli di Delphine e Angie. Raven-Symoné interpreta Olivia, ex moglie di Jamal e madre della piccola Lola.

## Produzione
L'episodio pilota è stato girato a Chicago nel marzo 2014, scritto da Lee Daniels e Danny Strong e diretto da Daniels. Nel maggio 2014 il network Fox ordina ufficialmente la serie per la stagione televisiva 2014-2015. Lee Daniels e Danny Strong sono anche produttori esecutivi assieme a Francie Calfo e a Brian Grazer, attraverso la sua casa di produzione Imagine Television. Ilene Chaiken ha il ruolo di showrunner della serie.
Strong ha dichiarato che la serie è ispirata in parte a Re Lear di William Shakespeare e a Il leone d'inverno di James Goldman. Daniels ha anche riconosciuto una forte influenza dalla soap opera Dynasty, andata in onda dal 1981 al 1989 sulla ABC. Per Daniels è debutto alla regia televisiva e la prima esperienza con una produzione televisiva a lungo termine.
Il 17 gennaio 2015, dopo due soli episodi trasmessi, la serie viene rinnovata per una seconda stagione che sarà trasmessa dal 23 settembre 2015.
Il 15 gennaio 2016 la serie viene rinnovata per una terza stagione, la quale debutta negli Stati Uniti il 21 settembre dello stesso anno.
L'11 gennaio 2017, la serie viene rinnovata per una quarta stagione, composta da 18 episodi.
Il 2 maggio 2018, la serie riceve l’ordine per una quinta stagione, composta sempre da 18 episodi, in onda dal 26 settembre dello stesso anno. Il 30 aprile 2019, Empire viene rinnovata per una sesta ed ultima stagione.

### Casting
Terrence Howard ha ottenuto il ruolo principale di Lucious Lyon nel febbraio 2014. Per il ruolo di Lucious era stato originariamente considerato l'attore Wesley Snipes. Nello stesso mese Taraji P. Henson ha ottenuto il ruolo di protagonista femminile. Howard e la Henson avevano già recitato assieme nel film Hustle & Flow - Il colore della musica.
Jussie Smollett, Trai Byers e Bryshere Y. Gray ottengono i ruoli dei tre figli di Lucious e Cookie. Per Gray si tratta del suo debutto come attore. Quincy, figlio adottivo di Sean Combs, è stato in trattative per interpretare il ruolo di Hakeem, poi affidato a Bryshere Y. Gray.

## Colonna sonora
La colonna sonora è composta da musiche originali scritte e prodotte da Timothy Mosley, in arte Timbaland, e interpretate dagli attori. Lee Daniels ha scelto Timbaland su consiglio dei figli, definendo i suoi gusti troppo datati per una serie come Empire. Timbaland, assieme al cantautore e produttore Jim Beanz e a un team di collaboratori musicali, collabora attivamente con il team di sceneggiatori affinché le canzoni originali si adattino alle tematiche affrontate. Gli aspetti musicali della serie hanno una base che si avvicina più alla realtà, a differenza di un'altra serie musicale Fox come Glee, avvicinandosi di più allo stile di Nashville. La Columbia Records pubblica settimanalmente le colonne sonore di Empire attraverso iTunes, Spotify e Viggle, stessa strategia utilizzata per Glee.
La colonna sonora originale della prima stagione di Empire è stata pubblicata il 10 marzo 2015 dalla Columbia Records, nelle versioni standard e deluxe. Ha debuttato direttamente alla numero uno della Billboard 200.
Nel maggio 2015 viene comunicato che Ne-Yo collaborerà assieme a Timbaland nella stesura delle canzoni originali per la seconda stagione.

### Tracce – Edizione standard
1. Jussie Smollett – Good Enough – 3:50 (Timothy Mosley, James Washington, Daniel Jones)
2. V. Bozeman – What Is Love – 2:53 (Timothy Mosley, James Washington, Daniel Jones)
3. Jussie Smollett & Yazz – No Apologies – 2:52 (Timothy Mosley, James Washington)
4. Serayah McNeill & Yazz – Keep It Movin – 3:24 (Timothy Mosley, James Washington)
5. Courtney Love – Walk Out on Me – 3:25 (Aaron Wright, Sean Van Vleet)
6. Estelle & Jussie Smollett – Conqueror – 4:28 (Jaramye Daniels, Kyle Henry, Angel Higgs, Claude Kelly, Akil C. King, Bailey Owens, Estelle Swaray)
7. Jennifer Hudson – Remember the Music – 3:23 (Timothy Mosley, James Washington, Justin Bostwick, Jennifer Hudson)
8. Mary J. Blige & Terrence Howard – Shake Down – 3:26 (Phalon Alexander, Mary J. Blige, Terius Nash, Christopher "Tricky" Stewart)
9. Yazz – Power of the Empire – 3:17 (Timothy Mosley, James Washington)
10. Jussie Smollett – Nothing to Lose – 2:48 (Timothy Mosley, James Washington, Daniel Jones)
11. Jennifer Hudson & Juicy J – Whatever Makes You Happy – 3:15 (Timothy Mosley, James Washington, Daniel Jones, Jennifer Hudson, Jordan Houston)

### Tracce – Edizione deluxe
1. Jussie Smollett – Good Enough – 3:50 (Timothy Mosley, James Washington, Daniel Jones)
2. V. Bozeman – What Is Love – 2:53 (Timothy Mosley, James Washington, Daniel Jones)
3. Jussie Smollett & Yazz – No Apologies – 2:52 (Timothy Mosley, James Washington)
4. Serayah McNeill & Yazz – Keep It Movin – 3:24 (Timothy Mosley, James Washington)
5. Jussie Smollett – Keep Your Money – 2:29 (Timothy Mosley, James Washington)
6. Yazz & Serayah McNeill – Drip Drop – 4:32 (James Washington, Justin Bostwick)
7. Yazz – Can't Truss 'Em – 2:34 (Mansa Wakili, Colton Fisher, Jason Rabinowitz, Jaron Lamot, Bill Matrix)
8. Jussie Smollett – I Wanna Love You – 3:06 (Jussie Smollett, David Michael Ott Jr.)
9. Jussie Smollett & Yazz – Money for Nothing – 3:02 (Mark Knopfler, Sting)
10. Courtney Love – Walk Out on Me – 3:25 (Aaron Wright, Sean Van Vleet)
11. Jussie Smollett & Yazz – You're So Beautiful – 3:33 (James Washington, Justin Bostwick, Jussie Smollett)
12. Estelle & Jussie Smollett – Conqueror – 4:28 (Jaramye Daniels, Kyle Henry, Angel Higgs, Claude Kelly, Akil C. King, Bailey Owens, Estelle Swaray)
13. Jennifer Hudson – Remember the Music – 3:23 (Timothy Mosley, James Washington, Justin Bostwick, Jennifer Hudson)
14. Mary J. Blige & Terrence Howard – Shake Down – 3:26 (Phalon Alexander, Mary J. Blige, Terius Nash, Christopher "Tricky" Stewart)
15. Yazz – Power of the Empire – 3:17 (Timothy Mosley, James Washington)
16. Jussie Smollett – Nothing to Lose – 2:48 (Timothy Mosley, James Washington, Daniel Jones)
17. Jennifer Hudson & Juicy J – Whatever Makes You Happy – 3:15 (Timothy Mosley, James Washington, Daniel Jones, Jennifer Hudson, Jordan Houston)
18. Charles Hamilton & Rita Ora – NY Raining – 3:35 (Charles Hamilton, The Invisible Men)

## Distribuzione
La serie ha debuttato negli Stati Uniti sul network Fox il 7 gennaio 2015. Nel gennaio 2015 la serie viene rinnovata per una seconda stagione, in onda dal 23 settembre 2015.
In Italia la prima stagione è stata trasmessa su Fox dal 3 marzo 2015 Dalla seconda alla sesta stagione è andata in onda su Fox Life.

## Accoglienza

### Critica
Empire ha ricevuto recensioni positive da parte della critica. Su Rotten Tomatoes, la serie ha una valutazione del 79%, sulla base di 47 recensioni con una valutazione media di 7/10. Su Metacritic la serie ha un punteggio di 68 su 100, sulla base di 38 critici, che indica "recensioni generalmente favorevoli". 
Michael Logan di TV Guide ha descritto Empire come una rilettura in chiave moderna di Re Lear con l'hip hop come sfondo e elogiato l'attrice Taraji P. Henson per la sua interpretazione del personaggio Cookie.

### Ascolti
Il primo episodio trasmesso ha totalizzato 9.900.000 di telespettatori, diventando il debutto con il più alto ascolto del network Fox negli ultimi in tre anni. Gli ascolti sono aumentati costantemente; Empire è la prima serie in almeno 23 anni per avere un aumento di pubblico di settimana in settimana per i primi cinque episodi. La serie continua ad aumentare i suoi numeri, superando i 13 milioni di telespettatori. Il finale della prima stagione ha superato i 17 milioni di telespettatori.
Il successo di pubblico in patria si contrappone tuttavia allo scarso gradimento registrato al di fuori degli Stati Uniti, dove i dati d'ascolto sono stati riassunti nel marzo 2016 dal The Hollywood Reporter come un «flop globale».

## Riconoscimenti
- 2015 - Emmy Awards
  - Candidatura a Miglior attrice in una serie drammatica (Taraji P. Henson)
- 2015 - Critics' Choice Television Awards
  - Miglior attrice in una serie drammatica (Taraji P. Henson)
  - Candidatura a Miglior serie drammatica
- 2015 - BET Awards
  - Miglior attore (Terrence Howard)
  - Miglior attrice (Taraji P. Henson)
  - Candidatura a Miglior attore (Jussie Smollett)
- 2015 - TCA Awards
  - Programma dell'anno
  - Candidatura a Miglior performance individuale in un drama (Taraji P. Henson)
  - Candidatura a Miglior nuovo programma
  - Candidatura a Miglior drama
- 2015 - Teen Choice Awards
  - Miglior serie TV di successo
  - Candidatura a Miglior drama
  - Candidatura a Miglior attore (Terrence Howard)
  - Candidatura a Miglior attore (Jussie Smollett)
  - Candidatura a Miglior attrice (Taraji P. Henson)
  - Candidatura a Miglior cattivo in una serie TV (Terrence Howard)
  - Candidatura a Miglior ruba-scena in una serie TV (Trai Byers)
  - Candidatura a Miglior star emergente in una serie TV (Jussie Smollett)
  - Candidatura a Miglior intesa in una serie TV (Il cast)
  - Candidatura a Miglior canzone in un film o show TV (You're So Beautiful)
- 2016 - Grammy Awards
  - Miglior raccolta di colonna sonora per arti visive
- 2016 - Golden Globe
  - Migliore attrice in una serie drammatica (Taraji P. Henson)
  - Candidatura a Miglior serie drammatica
- 2016 - NAACP Image Awards
  - Miglior serie drammatica
  - Miglior attore in una serie drammatica (Terrence Howard)
  - Miglior attrice in una serie drammatica (Taraji P. Henson)
  - Miglior canzone in un film o show TV (Conqueror)
  - Candidatura a Miglior colonna sonora
- 2016 - Critics' Choice Television Awards
  - Candidatura a Miglior serie drammatica
  - Candidatura a Miglior attrice in una serie drammatica (Taraji P. Henson)
  - Candidatura a Miglior guest star in una serie drammatica (Marisa Tomei)
- 2016 - TCA Awards
  - Programma dell'anno
- 2016 - Teen Choice Awards
  - Candidatura a Miglior serie drammatica
  - Candidatura a Miglior attore in una serie drammatica (Terrence Howard)
  - Candidatura a Miglior attore in una serie drammatica (Jussie Smollett)
  - Candidatura a Miglior attrice in una serie drammatica (Taraji P. Henson)
- 2016 - Emmy Awards
  - Candidatura a Miglior attrice in una serie drammatica (Taraji P. Henson)